# حشره‌خوارسانان آفریقایی
حشره‌خوارسانان آفریقایی (به لاتین: Afrosoricida) راسته‌ای از پستانداران جفت‌دار است که شامل موش کورهای طلایی جنوب آفریقا و تیغ‌پشتهای (تنرک‌های) ماداگاسکار و آفریقا می‌شود؛ دو تیره از پستانداران کوچک‌جثه که به صورت سنتی عضوی از راسته حشره‌خواران شناخته می‌شدند.
این راسته در سال ۱۹۹۸ پس از بررسی‌های ملکولی به عنوان راسته‌ای جدا و مستقل شناخته و رده‌بندی شد.